# Бунге, Александр Александрович
Александр Александрович Бунге (Александр фон Бунге, нем. Alexander von Bunge; 28 октября 1851, Дерпт — 19 января 1930, Таллин) — русский зоолог и путешественник, сын дерптского профессора ботаники и известного путешественника Александра Андреевича Бунге.

## Биография
С 1858 по 1861 г. посещал подготовительную школу, а с 1862 по 1870 г. гимназию в Дерпте. В 1870 г. поступил на медицинский факультет Дерптского университета, окончил который в 1878 г. Звание доктора медицины получил в декабре 1880 года.
Особое влияние на его занятия анатомией и эмбриологией имел дерптский профессор Эмиль Розенберг, под руководством которого, ещё будучи студентом, напечатал: «Über die Nachweisbarkeit eines biserialen Archipterygium bei Selachiern und Dipnoern» («Jenaische Zeitschrift», том VIII, стр. 293—307, с таблицами).
После посещения Австрии, Италии и Германии (1876), Бунге, в звании сверхштатного чиновника медицинского департамента министерства внутренних дел (с 1882—1884 г.), принял участие в экспедиции на устье р. Лены, снаряженной Императорским русским Географическим обществом, состоя врачом, естествоиспытателем и помощником начальника экспедиции.
С 1884 г. Бунге состоял младшим судовым врачом 6-го флотского экипажа и начальником экспедиции, снаряженной Императорской Академией наук в Приянский край и Новосибирские острова (1885—1887); по возвращении (март 1887) занялся обработкой собранных материалов. В 1903—1904 годах Бунге участвовал в русско-японской войне в качестве флагманского врача, в 1904 году был флагманским врачом штаба главного командования флота на Тихом океане, а в 1905—1910 годах — флагманским врачом Балтийского флота.
С 1914 года в отставке, консультировал молодых полярников: Б. А. Вилькицкого, Г. Я. Седова и др. Член РГО (награждён РГО медалью им. Ф. П. Литке, 1889). Член-корреспондент Общества испытателей в Дерпте и др.

### Последние годы жизни
С 1914 по 1918 год он был главой двух частных клиник в Петербурге. В 1918 году вернулся в Эстонию. Он жил в Мытлике (Mõtlikus), Вирумаа, где он работал врачом и владел фермой.

## Эпонимы
Именем Бунге названы:
- остров Земля Бунге (Восточно-Сибирское море, Новосибирские острова)[5];
- остров в архипелаге Новосибирских островов;
- гора Бунге (Баренцево море, архипелаг Шпицберген, 77°50′ с.ш., 18° в.д., название присвоено в 1899—1901 гг. по фамилии участника русской градусной экспедиции на Шпицберген врача и зоолога А. А. Бунге)[6].
- ледник Бунге (Баренцево море, Новая Земля, ледник нанесён на карту в 1913 году Г. Я. Седовым, тогда же было присвоено название по фамилии члена комиссии по снаряжению экспедиции Г. Я. Седова Александра Александровича Бунге)[6].
- ледник Бунге (Баренцево море, архипелаг Шпицберген, 76°40′ с.ш., 16° в.д., название присвоено в 1899—1901 гг.)[6].
- озеро Бунге (Баренцево море, архипелаг Шпицберген, 76°45′ с.ш., 16° в.д.)[6].
- плоскогорье Бунге (Баренцево море, архипелаг Шпицберген, 76°45′ с.ш., 16° в.д.)[6].
- река Бунге (Баренцево море, архипелаг Шпицберген, 76°45′ с.ш., 16° в.д.)[6].
- полуостров Бунге (Карское море, архипелаг Норденшёльда, полуостров открыт и первоначально нанесён на карту как остров в 1901 г. Русской полярной экспедицией под руководством Э. В Толля, тогда же было присвоено название, после 1940 г. наносится на карту полуостровом)[6];
- мыс Докторский (море Лаптевых, дельта реки Лены, назван в 1881—1885 гг. в честь доктора Александра Александровича Бунге, обследовавшего этот район)[7];
- кратер Бунге на Марсе.

## Работы
- «Untersuchungen zur Entwickellungsgeschichte des Beckengürtels der Amphibien, Vögel und Reptilien» (Дерпт, 1880, дисс.);
- «Naturhistorische Nachrichten aus der Polarstation an der Lenamündung» («Bullet. de l’Académie», т. XXVIII, стр. 517—549;
- «Melanges biologiques tirés du Bullet.», т. XI, стр. 581—622);
- «Naturhistorische Beobachtungen und Fahrten im Lena-Delta: 1) Zoologische Nachrichten etc. 2) Fahrt nach Bykow» («Melanges biolog. t. du Bullet. de l’Académie», т. XII, стр. 31—107);
- «Bericht über fernere Fahrten im Lena-Delta ect.» («Mel. biolog.», т. XII, стр. 231—309);
- «Bericht über die Lenagebiet im Sommer 1885 ausgeführten Reisen nebst einem Verzeichniss der daselbst beobachteten und erkundeten Säugethiere und Vögel. Beiträge zur Kenntniss des Russ. Reiches und der angrenzenden Länder Asiens» (3-е издание, 1886);
- «Bericht über den ferneren Gang der Expedition. Reise nach d. Neu-Sibirischen Inseln Aufenthalt auf der grossen Ljachovinsel» (3-е изд., 1887);
- «Предварительный отчет об экспедиции на Новосибирские острова» (СПб., 1888, отт. из XXIII т. «Изв. Имп. Русского Географического Общества»);
- «О болезнях между инородцами северной части Якутской области» (СПб., 1888).